# Чечатваям
Чечатваям — река на северо-западе Камчатского края в России.
Длина реки — 14 км. Протекает по территории Пенжинского района Камчатского края. Впадает в Охотское море (залив Маметчинский).
Вероятный перевод названия с чукотского Чычатваям — «родная река»

## Данные водного реестра
По данным государственного водного реестра России относится к Анадыро-Колымскому бассейновому округу.
- Код водного объекта в государственном водном реестре — 19080000112120000040393[4].